# 富爾達 (明尼蘇達州)
富爾達（英語：Fulda）是一個位於美國明尼蘇達州莫雷縣的城市。

## 歷史
富爾達於1881年設立，得名自德國城市富尔达。

## 人口
根據2020年美國人口普查的數據，富爾達的面積為2.82平方千米，當中陸地面積為2.62平方千米，而水域面積為0.20平方千米。當地共有人口1371人，而人口密度為每平方千米486人。